# Dobrkovići
Dobrkovići su naseljeno mjesto u gradu Širokom Brijegu, Federacija Bosne i Hercegovine, BiH.

## Stanovništvo

### 1991.
Nacionalni sastav stanovništva 1991. godine, bio je sljedeći:
ukupno: 429
- Hrvati – 427
- ostali, nepoznati i neopredijeljeni – 2

### 2013.
Nacionalni sastav stanovništva 2013. godine, bio je sljedeći:
ukupno: 563
- Hrvati – 562
- ostali, nepoznati i neopredijeljeni – 1

## Poznate osobe
- Mirko Grbešić, gospodarstvenik
- Ružica Soldo, hrvatska pjesnikinja

## Spomenici i znamenitosti
- Spomenik u Dobrkovićima

Spomenik žrtvama Drugog svjetskog rata i Domovinskog rata u Dobrkovićima podignut je 2003. godine. Spomenik simbolizira znamenku broja 3, Sveto trojstvo. Na mramornim pločama uklesana su 44 imena žrtava Drugog svjetskog rata i tri žrtve Domovinskog rata. Spomenik je obložen kamenim pločama.